# Jennifer Senior
Jennifer Senior ist eine US-amerikanische Journalistin und Autorin, die 2022 den Pulitzer-Preis gewann. 1991 machte sie ihren Abschluss in Anthropologie an der Princeton University.

## Publizistische Tätigkeit
Sie ist Mitarbeiterin der US-amerikanischen Zeitschrift The Atlantic und war Kolumnistin der New York Times seit September 2018. Zuvor war sie Kolumnistin und Buchkritikerin der New York Times sowie Redakteurin des New York magazine, wo sie Titelbeiträge über Politik, Sozialwissenschaften und psychische Gesundheit verfasste. Neben Artikeln ist Senior Autorin des ebenfalls preisgekrönten Buches "All Joy and No Fun: The Paradox of Modern Parenthood", das 2014 publiziert und in zwölf Sprachen übersetzt wurde. Weitere ihrer Arbeiten wurden mehrfach in Anthologien veröffentlicht, unter anderem in "The Best American Political Writing" und "The Best American Science Writing" (2021).
2022 gewann sie für den Artikel "What Bobby McIlvaine Left behind" denPulitzer-Preis in der Kategorie Feature Writing und einen National Magazine Award in der Sparte Feature Writing. Publiziert wurde der Artikel in The Atlantic im September 2021. Der Artikel ist seit 2023 unter dem Titel On Grief bei Atlantic Press erhältlich. Der Artikel thematisiert den Verlust und die Trauer, den – eine der Autorin nahestehenden – Familie durch den Tod eines Familienmitgliedes bei Nine eleven durchlebt.
In The Atlantic schrieb sie über ihre Erfahrungen mit Long COVID: "Long COVID symptoms often change. This syndrome is wily, protean—imagine a mischief of mice moving through the walls of your house and laying waste to different bits of circuitry and infrastructure as they go." (dt: Long-COVID-Symptome ändern sich oft. Dieses Syndrom ist schlau, vielgestaltig – stellen Sie sich vor, eine Bande bewegt sich durch die Wände Ihres Hauses und verwüstet dabei verschiedene Schaltkreise und Infrastrukturen.)
2024 gewann sie den National Magazine Award in der Kategorie Columns & Essays.